# Paul K. Guillow, Inc.
Paul K. Guillow, Inc., communément connu sous le nom de Guillow's, est un fabricant américain de modèles réduits d'avions à monter en bois de balsa.
La société a été fondée par Paul K. Guillow en 1926 à Wakefield (Massachusetts) et s'appelait à l'origine NuCraft Toys.

## Fondateur
Né en 1893, Paul Guillow était un pilote de l'aéronavale pendant la Première Guerre mondiale et est revenu d'Europe avec un intérêt pour les jouets liés à l'aviation. Il a ensuite obtenu son diplôme de l'Institut polytechnique de Worcester. Guillow est décédé en 1951.

## Histoire de l'entreprise
Parmi les premiers produits de la société figuraient un jeu de cartes appelé The Lindy Flying Game, qui a été introduit en 1927, et un jeu de société appelé Crash: The New Airplane Game qui a été introduit en 1928.
Peu de temps après le célèbre vol transatlantique en solo de Charles Lindbergh en 1927, un engouement pour tout ce qui concerne l'aéronautique a balayé l'Amérique. Guillow's a profité de cette mode en introduisant une gamme de modèles réduits à construire en bois de balsa. La première gamme modèles réduits statiques en balsa de Guillow's se composait de douze chasseurs biplan de la Première Guerre mondiale. Chaque boîte contenait un plan à 3 vues, de la colle à balsa, 2 flacons d'enduit d'entoilage, une pièce de bambou pour les ailes et les jambes de train d'atterrissage - cela était considéré comme un rapport qualité-prix relativement bon pour ces jouets à l'époque. En 1933, la demande pour les kits était suffisamment élevée pour permettre à Guillow's de quitter la grange familiale de ses débuts et de s'installer à Wakefield, où elle se trouve toujours. Dans les années 1940, la société complète également la production de modèles réduits d'avions avec la publication de plusieurs ouvrages sur la construction de modèles réduits d'avions volants.

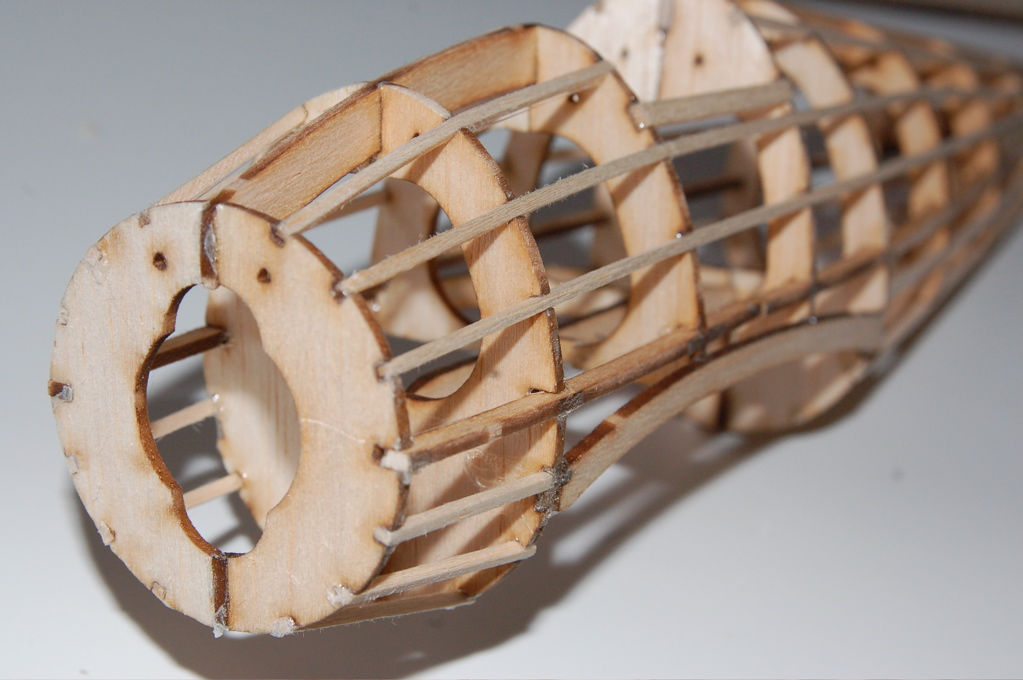
Un avion modèle en balsa "bâton et tissu" en construction, toujours fabriqué par Guillow's

Pendant la Seconde Guerre mondiale, l'approvisionnement en bois de balsa étant réorienté vers l'effort de guerre (fabrication de radeaux et de gilets de sauvetage), Guillow's fut contraint d'utiliser des matériaux alternatifs comme le carton ou le pin pour fabriquer les maquettes. Entre-temps, la société s'était également diversifiée dans la construction d'avions drones cibles comme aides à la formation des artilleurs. Après la guerre, pour répondre aux goûts changeants des clients, il déplaça sa spécialité des kits «baguettes et entoilage papier» pour se concentrer sur la production de masse de planeurs lancés à la main bon marché et d'avions jouets propulsés par des élastiques, qui ont été vendus dans une variété de points de vente au détail.

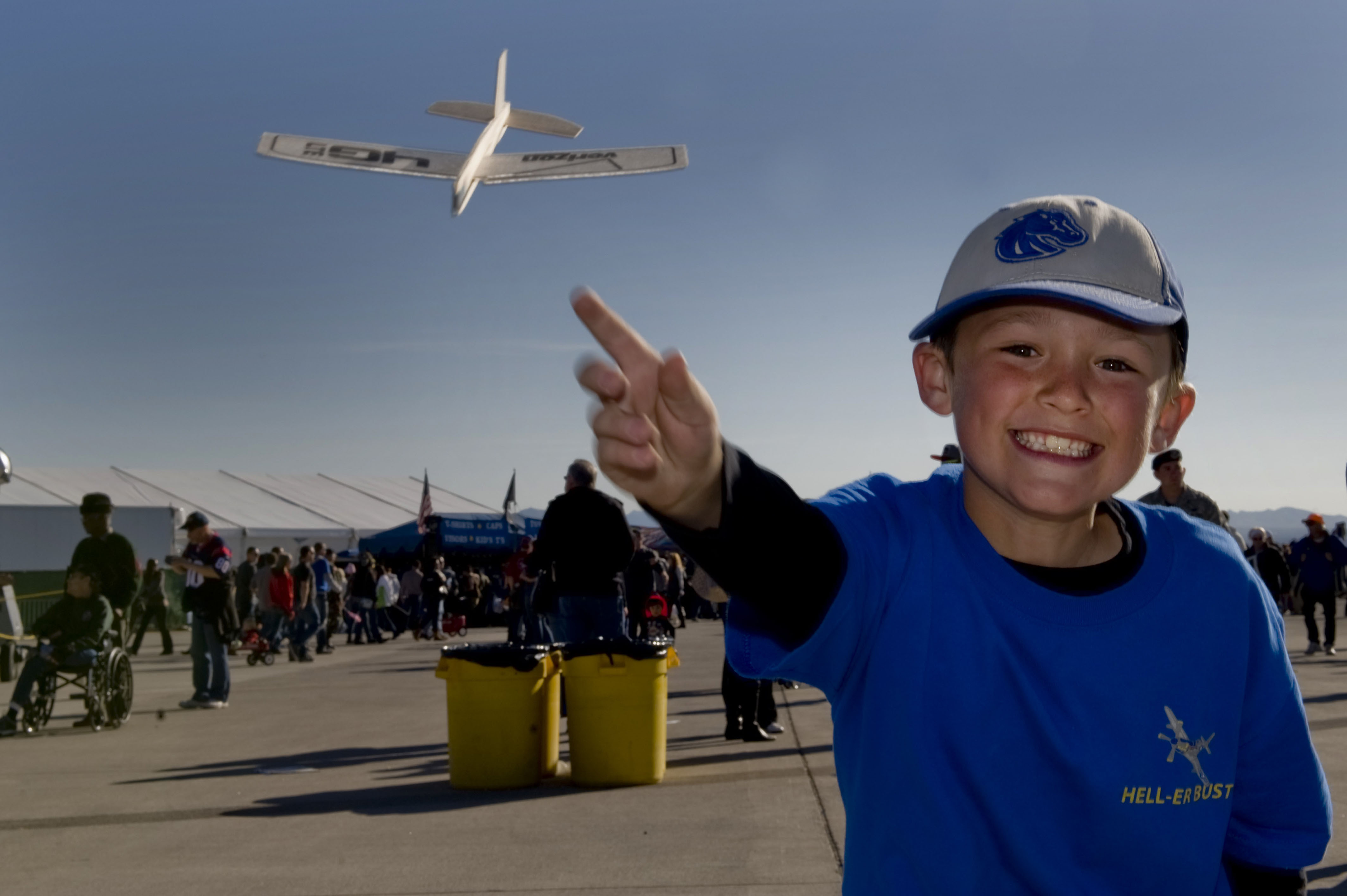
Un garçon jouant avec un planeur de balsa

En 1948, Paul Guillow a déposé un brevet américain pour un modèle réduit d'avion planeur «qui peut être fabriqué en différentes tailles et peut être utilisé pour l'enseignement des principes du vol et de la conception des avions, ainsi que pour l'amusement et le divertissement des possesseurs. Un autre objectif est de permettre à ces avions planeurs praticables d'être construits d'un nombre minimum de pièces, qui peuvent être emballées à l'état démonté pour l'expédition et la fourniture aux acheteurs, et peuvent être assemblées en état de voler avec la plus grande facilité et une élimination presque complète. de toute responsabilité en cas de mauvais assemblage. " Le brevet a été accordé en 1952, après sa mort, à son épouse Gertrude.
Guillow est décédé en 1951. Son épouse Gertrude a agrandi et modernisé l'entreprise jusqu'à sa retraite en 1980. En 1953, la société a lancé une gamme de planeurs de balsa simples et peu coûteux produits en série, emballés par des machines à grande vitesse. Ils se sont très bien vendus.
Dans les années 1990, Guillow's a acquis des concurrents dont Tiger, Inc. de Los Angeles et Comet de Chicago. Tiger s'est spécialisé dans les "jouets volants promotionnels imprimés avec des noms de sociétés et des graphiques" et Comet était un "concurrent direct dans les kits de balsa et les planeurs". Tiger Inc. était un fabricant de planeurs jouets en polystyrène expansé, un produit que Guillow's fabrique encore. Au cours des dernières années, l'entreprise s'est convertie à la découpe laser de pièces en balsa, ce qui se traduit par une précision accrue, ce qui facilite l'assemblage. En 2011, les ventes étaient estimées entre 5 et 6 millions de dollars par an.

## Utilisation dans la recherche

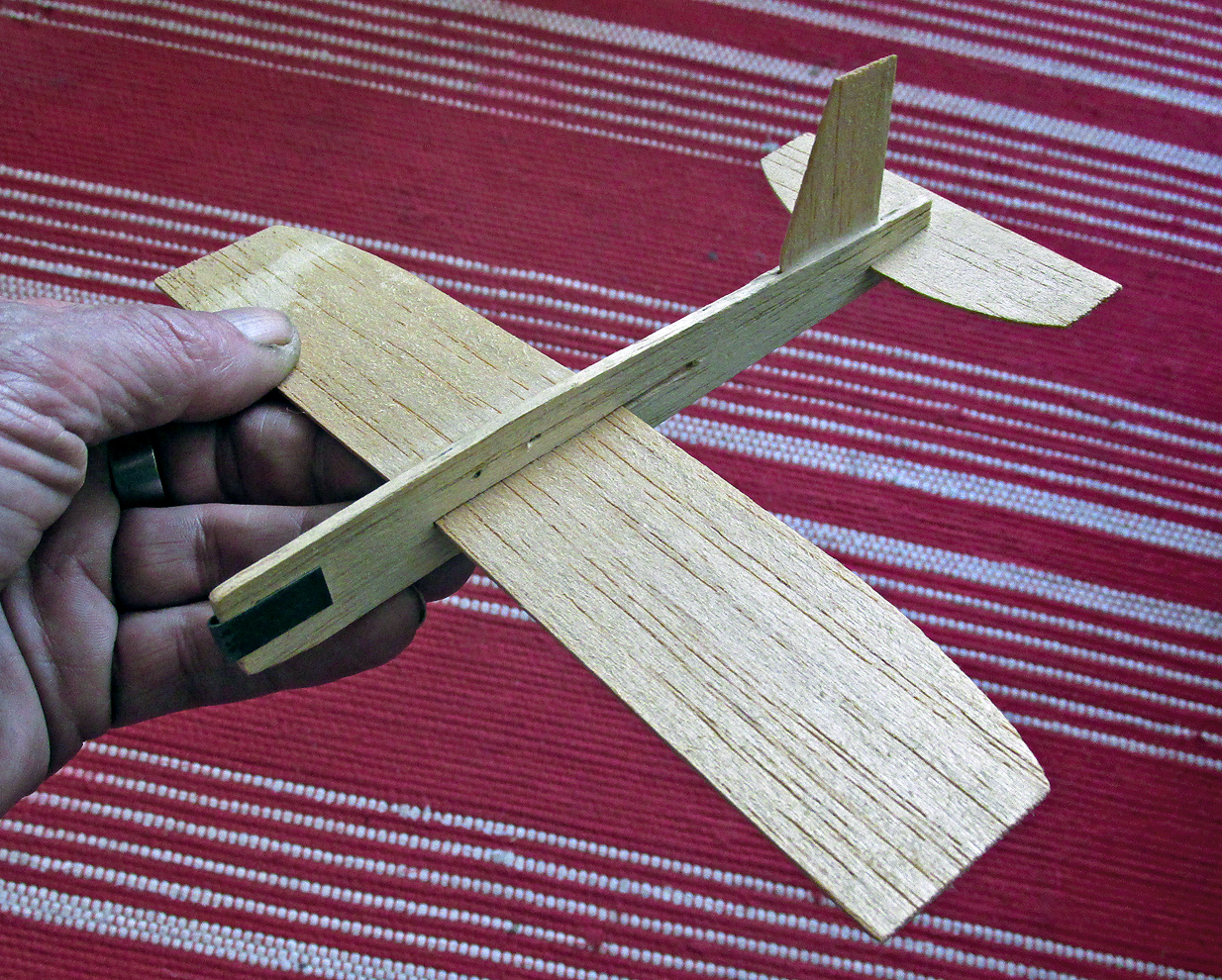
Un simple planeur en balsa

Les planeurs jouets en balsa sont souvent utilisés dans les cours de physique pour enseigner l'aérodynamique, y compris le théorème de Bernoulli. En 1999, un article sur leurs caractéristiques a été publié dans l'American Journal of Physics. L'article présentait une «analyse quantitative» des performances du Guillow Super-Ace, qui pesait 3,51 grammes et se vendait à 1,99 $ à l'époque.

## Gamme de produits
La gamme de produits de la société comprend des douzaines de planeurs en balsa et d'avions à bande élastique bon marché, ainsi que des dizaines d'avions modèles plus complexes à l'échelle du bâton et du tissu. Environ 40% des activités de l'entreprise proviennent des planeurs jouets et d'avions plus simples vendus dans les magasins de loisirs et autres magasins de détail, 30% des kits de modèles réduits plus complexes et 30% des jouets volants promotionnels imprimés avec des messages publicitaires pour diverses entreprises, et vendus en vrac par l'intermédiaire de distributeurs de produits promotionnels. Les offres de produits comprennent des modèles très détaillés et complexes, y compris le Wright Flyer 1903 avec une envergure de 20 pouces (50,8 cm), et le B-24 D Liberator avec une envergure de 48½ (124 cm), le plus grand modèle de la société.